# Herman Veenstra
Herman Alex Veenstra (Purworejo, 11 oktober 1911 - Diemen, 23 april 2004) was een Nederlands waterpolospeler.
Herman Veenstra die uitkwam als keeper, nam eenmaal deel aan de Olympische Spelen, in 1936. Hij eindigde met het Nederlands team op de vijfde plaats. In totaal speelde hij vijf van de wedstrijden. In de competitie kwam hij uit voor Het Y uit Amsterdam.
Kees van Aelst · 
Lex Franken · 
Ru den Hamer · 
Jan van Heteren · 
Hans Maier · 
Soesoe van Oostrom Soede · 
Gé Regter · 
Herman Veenstra · 
Joop van Woerkom